# Armadura líquida
Una armadura líquida es un material que están investigando instituciones de defensa y universidades de todo el mundo, incluido el Laboratorio de Investigación del Ejército de los Estados Unidos (LIE). Algunas de las primeras investigaciones en esta área se realizaron en el Instituto de Tecnología de Massachusetts y la Universidad de Delaware en 2003.
Por lo general, consiste en Kevlar empapado en uno de dos fluidos, ya sea un fluido espesante por cizallamiento o un fluido magnetorreológico. Ambos fluidos muestran el comportamiento de un fluido no newtoniano, comportándose como un líquido bajo presión baja o normal y sólido bajo presión o campos aplicados más altos. El fluido espesante de cizallamiento normalmente está hecho con polietilenglicol y la parte sólida está hecha de nanopartículas de sílice. Este líquido se empapa en todas las capas de un chaleco antibalas. El fluido magnetorreológico consta de partículas magnéticas (normalmente hierro) en un fluido portador como el aceite. Responden a los campos magnéticos aumentando drásticamente su viscosidad, casi actuando como un sólido.
BAE Systems ha estado investigando un chaleco de Kevlar similar con un fluido entre capas de polímero. BAE adquirió la empresa de investigación estadounidense Armor Holdings, que realizaba investigaciones basadas en suspensiones de partículas de sílice.
Los fluidos utilizados para este propósito no son newtonianos. Los fluidos espesantes por cizallamiento (o FEC), que son lo mismo que los dilatantes, son un tipo de fluido no newtoniano. Los fluidos magnetorreológicos (o MRF) son otro tipo de fluido no newtoniano que también pertenece a una clase de fluidos conocidos como fluidos inteligentes.